# 黄金的狂喜
黄金的狂喜（義大利語：L'estasi dell'oro），是一首由埃尼奥·莫里康内创作的音乐，出现于赛尔乔·莱翁内导演的1966年电影黄金三镖客中。这首曲子是图可（埃里·瓦拉赫）在墓地疯狂寻找20万美元的金币时播放的，由艾达·德尔奥索演唱，是莫里康内创作的最著名的主题曲之一。
金属乐队翻唱了黄金的狂喜，隨後獲得第50屆葛萊美獎「最佳搖滾器樂演奏獎」提名，不過最終敗給布魯斯·斯普林斯廷的《西部往事》。黄金的狂喜自1980年代起就一直是金属乐队現場的必備歌曲。